# Championnat du Burkina Faso de football 2010
Navigation
Saison précédente Saison suivante
La saison 2010 du Championnat du Burkina Faso de football est la quarante-huitième édition de la première division au Burkina Faso, organisée sous forme de poule unique, le Championnat National, où toutes les équipes se rencontrent deux fois au cours de la saison. En fin de saison, le dernier du classement est relégué et remplacé par le champion de deuxième division tandis que le club classé 13e affronte le deuxième de D2 en barrage de promotion-relégation. Une contrainte supplémentaire est de conserver au maximum cinq clubs de Ouagadougou parmi l’élite.
C'est le tenant du titre, l'ASFA Yennenga qui remporte à nouveau la compétition cette saison après avoir terminé en tête du classement final, avec douze points d'avance sur l'Étoile Filante de Ouagadougou et treize sur l'Union sportive des Forces armées. C'est le dixième titre de champion du Burkina Faso de l'histoire du club.

## Qualifications continentales
Deux places en compétitions continentales sont réservées aux clubs burkinabés : le champion se qualifie pour la Ligue des champions de la CAF 2011 tandis que le vainqueur de la Coupe du Burkina Faso obtient son billet pour la Coupe de la confédération 2011.

## Les clubs participants
| - Union sportive des Forces armées - Étoile Filante de Ouagadougou - ASFA Yennenga - AS SONABEL - Promu en Championnat National - Racing Club de Bobo - AS Koupèla - Bobo Sports | - AS Maya - Promu en Championnat National - Rail Club du Kadiogo - Union sportive du Yatenga - Bouloumpoukou FC - Sourou Sports - Union sportive de la Comoé - Sama Sport - Promu en Championnat National |

## Compétition
Le barème de points servant à établir le classement se décompose ainsi :
- Victoire : 3 points
- Match nul : 1 point
- Défaite : 0 point

### Classement
| Rang | Équipe                            | Pts | J  | G  | N  | P  | Bp | Bc | Diff |
| ---- | --------------------------------- | --- | -- | -- | -- | -- | -- | -- | ---- |
| 1    | ASFA YennengaT                    | 61  | 26 | 18 | 7  | 1  | 39 | 9  | +30  |
| 2    | Étoile Filante de Ouagadougou     | 49  | 26 | 14 | 7  | 5  | 44 | 19 | +25  |
| 3    | Union sportive des Forces arméesC | 48  | 26 | 13 | 9  | 4  | 41 | 17 | +24  |
| 4    | AS SONABELP                       | 45  | 26 | 12 | 9  | 5  | 31 | 21 | +10  |
| 5    | Rail Club du Kadiogo              | 43  | 26 | 11 | 10 | 5  | 40 | 21 | +19  |
| 6    | Racing Club de Bobo               | 35  | 26 | 7  | 14 | 5  | 26 | 21 | +5   |
| 7    | Bouloumpoukou FC                  | 35  | 26 | 8  | 11 | 7  | 26 | 24 | +2   |
| 8    | Bobo Sports                       | 31  | 26 | 7  | 10 | 9  | 21 | 28 | -7   |
| 9    | Union sportive de la Comoé        | 31  | 26 | 8  | 7  | 11 | 17 | 27 | -10  |
| 10   | AS Koupèla                        | 29  | 26 | 5  | 14 | 7  | 10 | 15 | -5   |
| 11   | Union sportive du Yatenga         | 29  | 26 | 8  | 5  | 13 | 27 | 37 | -10  |
| 12   | AS MayaP                          | 26  | 26 | 5  | 11 | 10 | 11 | 22 | -11  |
| 13   | Sourou Sports                     | 17  | 26 | 3  | 8  | 15 | 16 | 37 | -21  |
| 14   | Sama SportP                       | 4   | 26 | 0  | 4  | 22 | 7  | 58 | -51  |

|  | Qualification pour la Ligue des champions de la CAF 2011                      |
|  | Qualification pour la Coupe de la confédération 2011                          |
|  | Participation au barrage de promotion-relégation                              |
|  | Relégation directe en D2                                                      |
|  | T : Tenant du titre C : Vainqueur de la Coupe du Burkina Faso P : Promu de D2 |

### Matchs

#### Barrages de promotion-relégation
Un barrage est organisé afin d'avoir cinq clubs de Ouagadougou en première division puisque c'est un club de la capitale, US Ouagadougou, qui remporte le championnat de deuxième division. Il affronte donc le 5e club de Ouagadougou au classement, à savoir le Rail Club du Kadiogo.
| Équipe 1            | Résultat | Équipe 2             | Aller | Retour |
| ------------------- | -------- | -------------------- | ----- | ------ |
| US Ouagadougou (D2) | 5 - 2    | Rail Club du Kadiogo | 3 - 1 | 2 - 1  |

- L'US Ouagadougou obtient sa promotion en Championnat National au détriment du Rail Club du Kadiogo.

## Bilan de la saison
| Championnat du Burkina Faso de football 2010 |                                  |
| Champion                                     | ASFA Yennenga (10e titre)        |
| Coupes et trophées                           |                                  |
| Vainqueur de la Coupe du Burkina Faso 2010   | Union sportive des Forces armées |
| Qualifications continentales                 |                                  |
| Ligue des champions de la CAF 2011           | ASFA Yennenga                    |
| Coupe de la confédération 2011               | Union sportive des Forces armées |
| Promotions et relégations                    |                                  |
| Promus en Championnat National               | US Ouagadougou                   |
| Promus en Championnat National               | Sanmatenga FC                    |
| Relégués en Deuxième division                | Rail Club du Kadiogo             |
| Relégués en Deuxième division                | Sama Sport                       |